# Moravia (New York)
Moravia è un comune degli Stati Uniti d'America, situato nello Stato di New York, nella contea di Cayuga.